# Клір-Лейк (Індіана)
Клір-Лейк (англ. Clear Lake) — місто (англ. town) в США, в окрузі Стойбен штату Індіана. Населення — 354 особи (2020).

## Географія
Клір-Лейк розташований за координатами 41°44′4″ пн. ш. 84°50′42″ зх. д. / 41.73444° пн. ш. 84.84500° зх. д. (41.734431, -84.844898).  За даними Бюро перепису населення США в 2010 році місто мало площу 6,15 км², з яких 2,69 км² — суходіл та 3,46 км² — водойми.

## Демографія
Згідно з переписом 2010 року, у місті мешкало 339 осіб у 169 домогосподарствах у складі 115 родин. Густота населення становила 55 осіб/км².  Було 614 помешкання (100/км²).
Расовий склад населення:
| - 98,8 % — білих - 0,9 % — азіатів |

До двох чи більше рас належало 0,3 %. Частка іспаномовних становила 0,6 % від усіх жителів.
За віковим діапазоном населення розподілялося таким чином: 9,1 % — особи молодші 18 років, 54,3 % — особи у віці 18—64 років, 36,6 % — особи у віці 65 років та старші. Медіана віку мешканця становила 58,9 року. На 100 осіб жіночої статі у місті припадало 105,5 чоловіків;  на 100 жінок у віці від 18 років та старших — 100,0 чоловіків також старших 18 років.
Середній дохід на одне домашнє господарство  становив 92 687 доларів США (медіана — 71 458), а середній дохід на одну сім'ю — 105 972 долари (медіана — 80 000). За межею бідності перебувало 3,6 % осіб, у тому числі 5,7 % дітей у віці до 18 років та 2,0 % осіб у віці 65 років та старших.
Цивільне працевлаштоване населення становило 169 осіб. Основні галузі зайнятості: роздрібна торгівля — 23,1 %, виробництво — 16,0 %, освіта, охорона здоров'я та соціальна допомога — 14,2 %, фінанси, страхування та нерухомість — 13,0 %.